# Sebastiano Antonio Pighini
Sebastiano Antonio Pighini (né à Arceto, en duché de Ferrare, le 12 avril 1504 et mort le 23 novembre 1553 à Rome) est un cardinal italien du XVIe siècle.

## Biographie
Sebastiano Antonio Pighini est clerc à Reggio, chanoine à Capoue, auditeur à la Rote romaine et internonce près de Charles Quint. En 1546 il est élu évêque d'Alife, en 1548 transféré à Ferentino et promu archevêque de Manfredonia en 1550. Entre 1550 et 1551, il est nonce apostolique près de Charles Quint.
Pighini est créé cardinal in pectore par le pape Jules III lors du consistoire du 20 novembre 1551. Sa création est publiée le 30 mai  1552. Le cardinal Pighini est nommé administrateur apostolique d'Adria en 1553.

## Succession apostolique
Sebastiano Antonio Pighini a ordonné les évêques suivants :
- Évêque Achille Grassi (1552)